# Kleinsendelbach
Kleinsendelbach ist eine Gemeinde im Landkreis Forchheim (Regierungsbezirk Oberfranken).

## Geographie

### Geographische Lage
Die Gemeinde liegt etwa 15 Kilometer östlich von Erlangen und etwa 15 Kilometer nördlich von Nürnberg im Tal der Schwabach. Kleinsendelbach ist das südlichste Dorf Oberfrankens.

### Nachbargemeinden
Nachbargemeinden sind (von Norden beginnend im Uhrzeigersinn):
Neunkirchen am Brand, Igensdorf, Eckental, Kalchreuth, Dormitz.

### Gemeindegliederung
Die Gemeinde Kleinsendelbach hat 5 Gemeindeteile (in Klammern ist der Siedlungstyp angegeben):
- Kleinsendelbach (Kirchdorf)
- Neubau (Einöde)
- Schellenberg (Dorf)
- Schleinhof (Einöde)
- Steinbach (Dorf)

Es gibt nur die Gemarkung Kleinsendelbach.

## Geschichte

### Bis zur Gemeindegründung
Die Ortsteile wurden 1062 erstmals urkundlich erwähnt. Kleinsendelbach gehörte zum Hochstift Bamberg, das ab 1500 im Fränkischen Reichskreis lag. Mit dem Reichsdeputationshauptschluss von 1803 kam der Ort zu Bayern. Im Zuge der Verwaltungsreformen in Bayern entstand mit dem Gemeindeedikt von 1818 die heutige Gemeinde.

### 20. Jahrhundert
1982 wurde Kleinsendelbach als schönstes Dorf des Landkreises Forchheim ausgezeichnet.

### Verkehrsgeschichte
Kleinsendelbach hatte früher einen Bahnhof der Bahnstrecke Erlangen–Eschenau, die allerdings stillgelegt ist.

## Politik

### Bürgermeisterin
Erste Bürgermeisterin ist seit 2008 Gertrud Werner (Unabhängige Wählergruppe). Zum Stellvertreter wurde Josef Elsinger (Unabhängige Wählergruppe) gewählt. Vorgänger waren Albert Güßregen von 2002 bis 2008, Alfred Schramm von 1975 bis 2002 und Willi Kupfer von 1960 bis 1975. Alle drei gehörten der Wählergruppe Dorfgemeinschaft Kleinsendelbach an.

### Gemeinderat
Der Gemeinderat von Kleinsendelbach hat 12 Mitglieder zuzüglich der Ersten Bürgermeisterin. Die Gemeinderatswahlen führten zu folgenden Ergebnissen:
|      | Dorfgemeinschaft | Unabhängige Wählergruppe | SPD | Gesamt   |
| 2020 | 6                | 6                        | -   | 12 Sitze |
| 2014 | 6                | 6                        | -   | 12 Sitze |
| 2008 | 6                | 6                        | -   | 12 Sitze |
| 2002 | 6                | 5                        | 1   | 12 Sitze |

(Stand: Kommunalwahl am 15. März 2020)

### Verwaltung
Die Gemeinde ist Mitglied der Verwaltungsgemeinschaft Dormitz.

### Wappen
| Wappen Gde. Kleinsendelbach | Blasonierung: „Über gekürzter, fünfmal von Rot und Silber schräg geteilter Spitze gespalten von Blau und Gold, vorne ein linksgewendeter silberner Wolfskopf, hinten ein rotgezungter schwarzer Löwenkopf, der mit einer silbernen Schrägleiste überdeckt ist.“ |
| Wappen Gde. Kleinsendelbach | Wappenbegründung: Der Wolf stammt aus dem Wappen der Herren von Eschenau. Sie waren Reichsministerialen, in Schellenberg, im heutigen Gemeindegebiet, ansässig und sind 1370 ausgestorben. Der Löwenkopf ist das verminderte Wappentier des Bistums Bamberg und weist darauf hin, dass die Burg Schellenberg schon 1251 im Besitz des Bistums war. Später richtete das Hochstift auf der Burg ein Amt ein. Die Rot-Silber-Teilung aus dem Wappen der Reichsstadt Nürnberg erinnert an die enge Beziehung der beiden Orte Kleinsendelbach und Steinbach zur ehemaligen Reichsstadt. Die Gemeinde führt das Wappen seit 1982. |

## Sehenswürdigkeiten und Infrastruktur

### Bauwerke
- Kirche St. Heinrich (erbaut 1952)

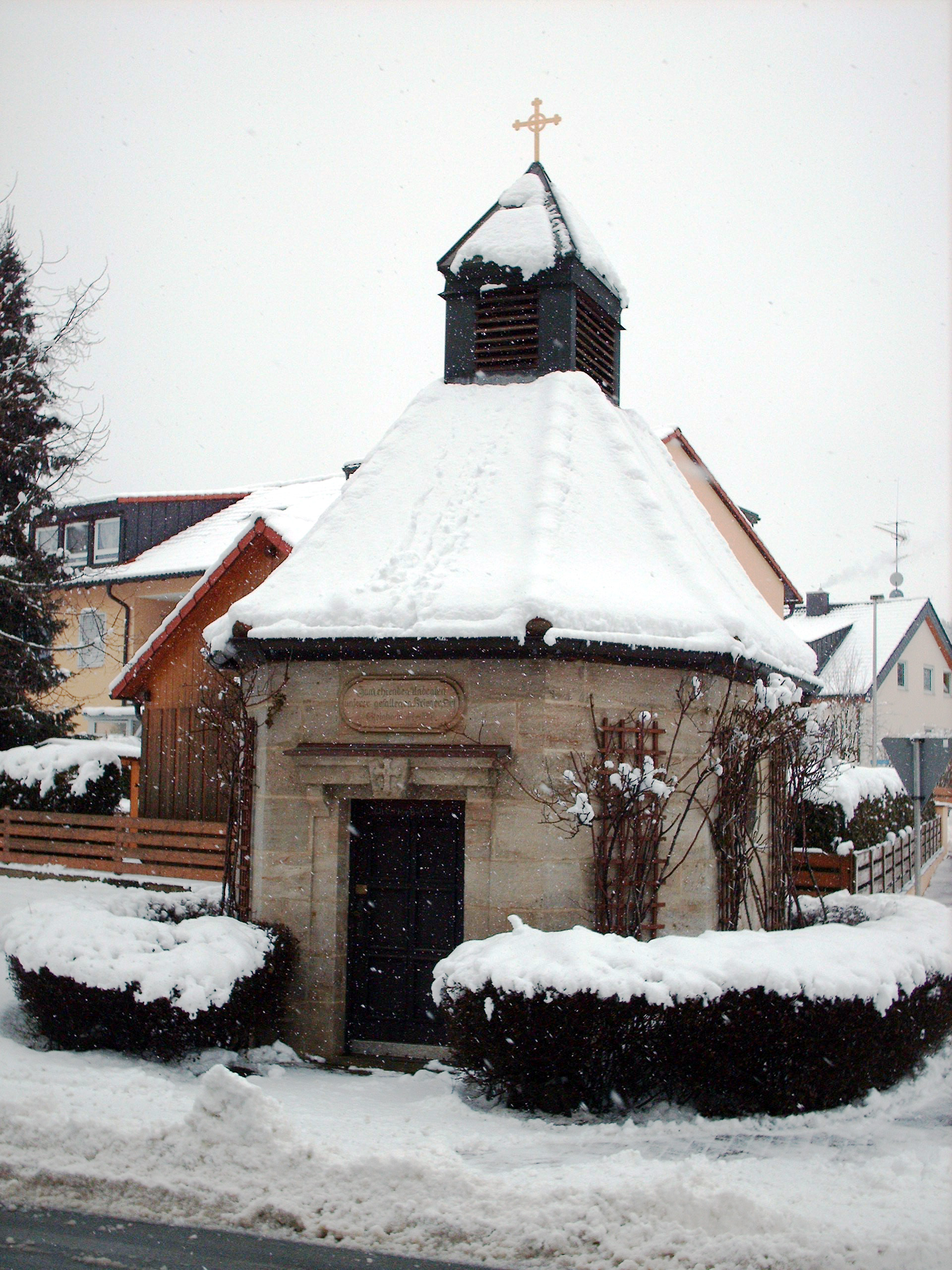
Die Kapelle in Steinbach

- Kapelle Steinbach (im Jahre 1921 erbaut)
- Heilig-Kreuz-Kapelle Schellenberg
- Kapelle Kleinsendelbach

### Gemeindliche Einrichtungen
- Gemeindliches Kinderhaus
- Freiwillige Feuerwehr Kleinsendelbach
- Freiwillige Feuerwehr Steinbach
- Freiwillige Feuerwehr Schellenberg

### Freizeit- und Sportanlagen
- Zwei Sportplätze
- Skaterbahn
- Basketballplatz
- Zwei Spielplätze, einer in Schellenberg und einer in Steinbach